# Улица Соколова (Ржев)

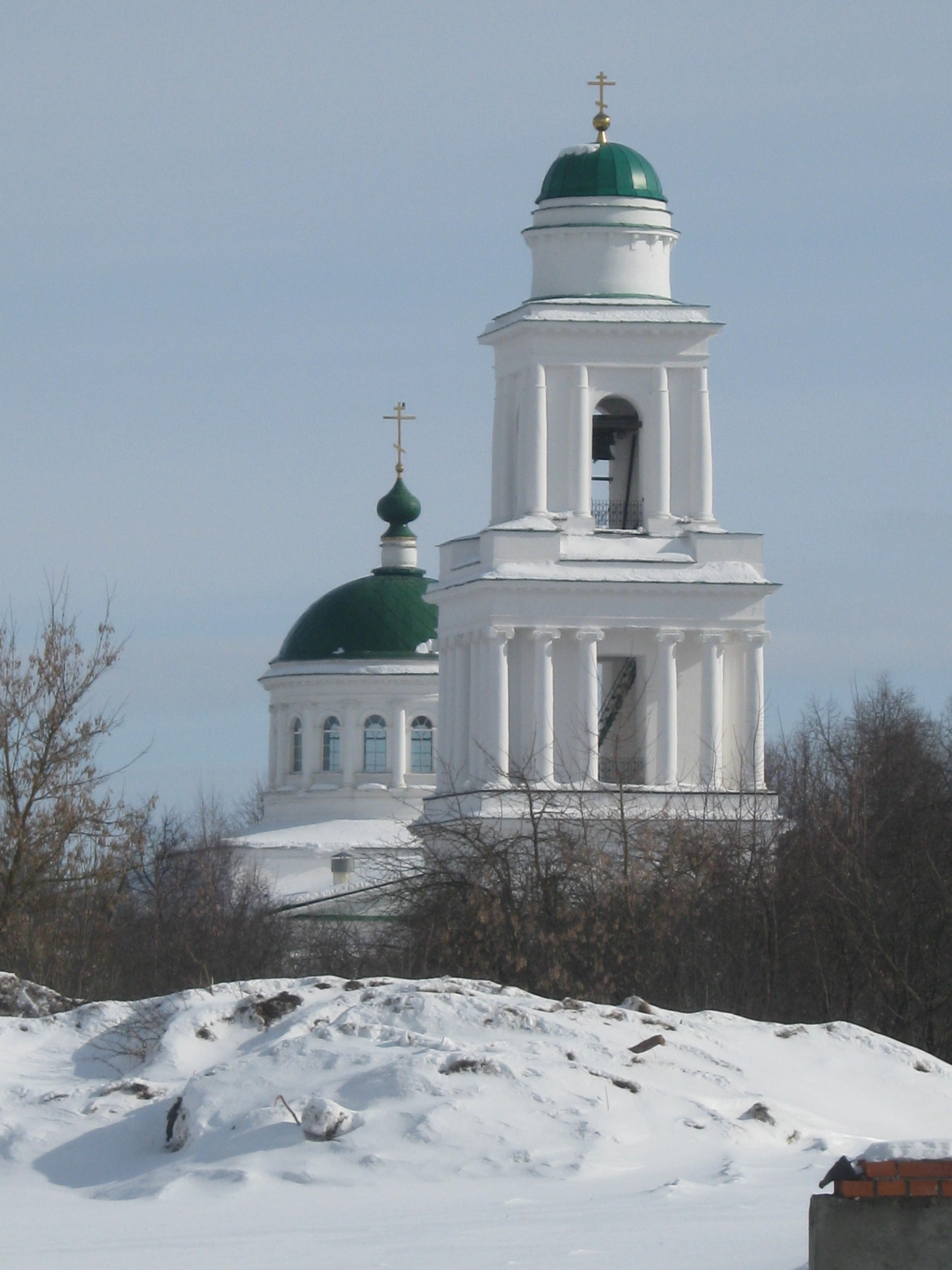
Вид на Оковецкую церковь

Улица Соколова (бывшая 2-я Оковецкая и Сталинградская) — улица в правобережной (южной) части города Ржева Тверской области.
Начинается на высоком берегу Волги, от Красноармейской набережной, и тянется 1,4 км на юг пересекая шесть улиц: Декабристов, Калинина, Косарова, Гагарина, Максима Горького и Зубцовское шоссе.
Заканчивается «Т»-образным перекрёстком с Железнодорожной улицей в районе Локомотивного депо станции «Ржев-II».

## Происхождение названия
Первоначально улица носила название — 2-я Оковецкая, так как начиналась на берегу Волги, рядом с церковью иконы Оковецкой Божией матери. Церковь сохранилась до наших дней и является одной из достопримечательностей города.
После Великой Отечественной войны улица получила почётное наименование — Сталинградская, в честь победы советской армии в Сталинградской битве (1942—1943 гг.).
В 1963 году, во времена борьбы с наследием сталинизма, улица вновь была переименована и названа в честь генерал-майора Соколова Николая Александровича, (1896—1942) — советского военачальника, командира 375-й Уральской стрелковой дивизии 30-й армии Калининского фронта, погибшего в бою в октябре 1942 года во время проведения 1-й Ржевско-Сычёвской операции, и носит его имя до сих пор.
- После войны, с 1948 по 1951 год, один из домов по улице Сталинградской (ныне Соколова) снимала семья Покрышкиных[1]. Будущий маршал авиации А. И. Покрышкин командовал тогда (с 1948 по 1955 г.) Ржевским авиационным корпусом ПВО, куда был распределён после окончания военной академии имени М. В. Фрунзе. Через три года он получил жильё в военном городке по улице Челюскинцев, и переехал туда в 1951 году.

Когда в конце 1950 года под одним из домов был найден склад старых боеприпасов, а ждать сапёров было опасно, он, выстроив цепочку, первым спрыгнул в яму и начал разбирать кладку ржавых снарядов.

## Здания и сооружения
Обе стороны улицы состоят из жилой застройки, преимущественно одно- и двухэтажной.
По улице ведётся активное частное строительство, новые дома строятся на месте старых деревянных, улица преображается на глазах. Есть современный детский сад № 30.
На юге, за пересечением с Зубцовским шоссе, располагается небольшая промзона.
Из производств и объектов инфраструктуры на улице расположены (с № дома):
- № 4 — ООО «Огнеборец» (Спецодежда и противопожарное оборудование)
- № 28/114 — Детский сад № 30 (Комбинированного вида)
- № 46 — Автостоянка, гараж
- № 56а — ЗАО «Галерея вкусов» (участок фасовки рыбной продукции), ООО «Форсаж»

## Транспорт
По смежному Зубцовскому шоссе организовано автобусное движение.

## Смежные улицы
- Красноармейская набережная
- Улица Калинина
- Улица Гагарина
- Улица Максима Горького
- Зубцовское шоссе
- Железнодорожная улица